# Теодосије Јерусалимски
Теодосије Јерусалимски је био патријарх Јерусалимске патријаршија у периоду од 864. до 879. године.
Теодосије је био монах у манастиру близу Јерусалима пре него што је 864. године изабран за наследника патријарха Соломона. Теодосија је на сабору одржаном у Цариграду између 869-870. године представљао његов легат синкел Илија. Илија је потписао одлуке сабора којим је свргнут цариградски патријарх Фотије и одредио да је патријарх Игњатије непрописно свргнут. Акти сабора из 869. касније су поништени од стране сабора из 879. који је потврдио повратак патријарха Фотија.
Јерусалимска црква је за време Теодосијевог епископата очигледно доживљавала мир и спокој на основу онога што је речено у Теодосијевој преписци патријарху Игњатију и да је могао да пошаље три монаха у западну Европу да прикупљају средства за Јерусалимску цркву. 
Теодосије је умро 879. године.